# Oud-Caberg
Oud-Caberg (Limburgs: Aajd Kaberg) is een voormalig dorp en deel van de woonwijk Caberg in het noordwesten van de Nederlandse stad Maastricht. Het is tevens een van de 44 officiële buurten binnen de gemeente Maastricht.

## Ligging
Oud-Caberg wordt begrensd door het grotendeels onbebouwde Lanakerveld en de industriewijk Bosscherveld in het oosten, de buurt Caberg in het zuiden, Malberg in het westen en de landsgrens met België (gemeente Lanaken) in het noordwesten.
Het westelijk deel van Oud-Caberg ligt op een hoogte, de Caberg, andere delen liggen enkele meters lager, in het Zouwdal en Wandal.

## Naam
De namen Caberg, Caudenbergh of Couwenberg zijn lang door elkaar gebruikt. De exacte herkomst van de naam, die naar een hoogte verwijst, is niet bekend.
Oud-Caberg was tot de jaren 1950 een dorp en heette toen gewoon Caberg. Toen de grote nieuwbouwwijk ten zuiden van het dorp de naam Caberg kreeg, werd het dorp vanaf dat moment Oud-Caberg genoemd. Rond 1970 werd bij het voormalige dorp een tweede nieuwbouwwijk aangelegd, de Donkenbuurt. Dit gedeelte wordt Oud-Caberg genoemd, waardoor de bizarre situatie is ontstaan dat Oud-Caberg voor een groot gedeelte nieuwer is dan Caberg.

## Geschiedenis
Oud-Caberg en Lanakerveld liggen in het vruchtbare Zouwdal. Op diverse plaatsen in het Lanakerveld zijn in 2008 bij opgravingen sporen van Bandkeramiekers-nederzettingen (±5000 v.Chr.) teruggevonden. Ook werden sporen aangetroffen uit de Michelsbergcultuur (±4000 v.Chr.). Bij een opgraving in het naburige Lanaken werden, eveneens in 2008, resten van een nederzetting uit de Late Bronstijd (1150-850 v.Chr.) gevonden. Bij de steenfabriek Klinkers zijn vondsten uit de Hallstattcultuur (IJzertijd, 6e eeuw v. Chr.), waarschijnlijk afkomstig van Kelten, gedaan. Vanwege de nabijheid van deze vindplaatsen, is het aan te nemen dat Oud-Caberg in prehistorische tijden ook af en toe bewoond was.

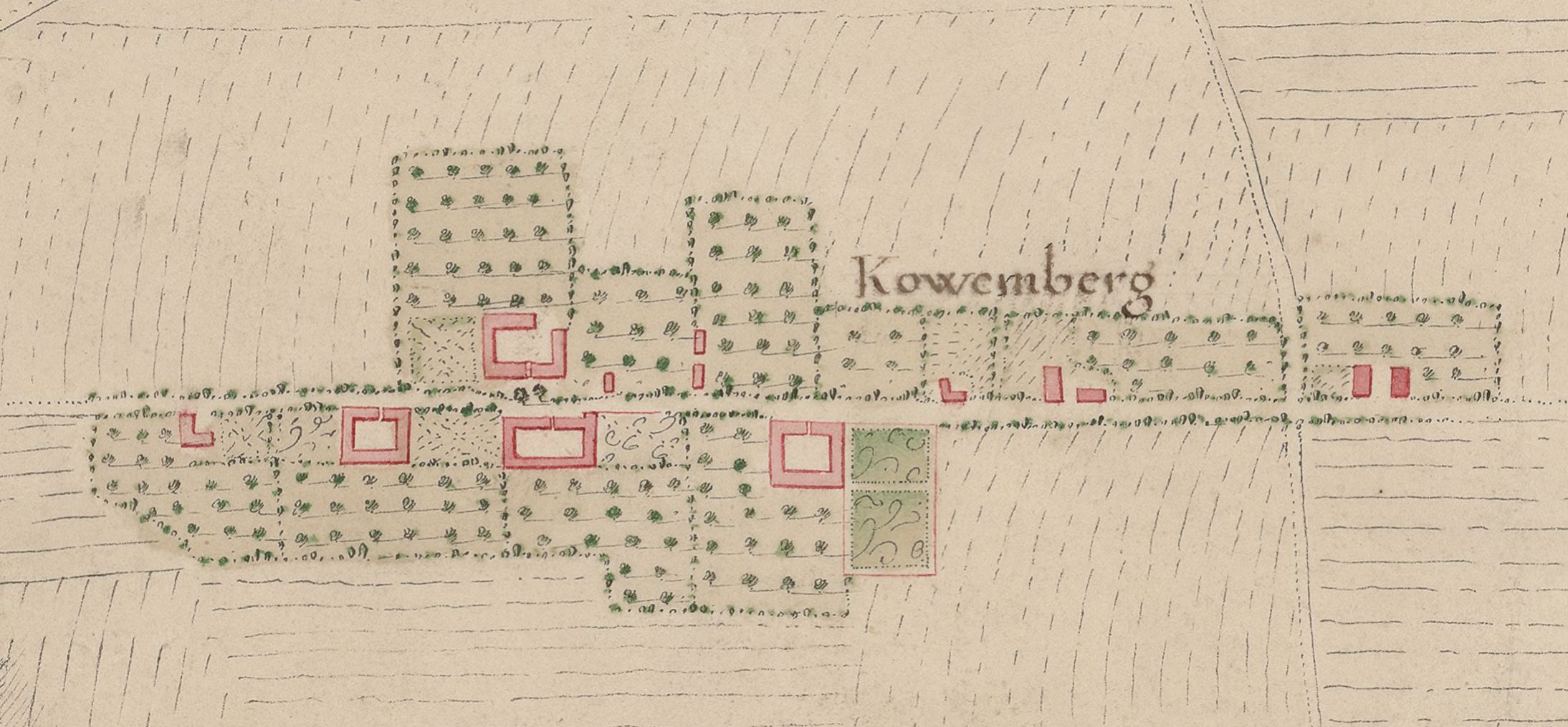
Het lintdorp Caberg ("Kowemberg") op een Franse kaart uit 1748

Het huidige dorp is waarschijnlijk ontstaan tijdens de ontginningen in de Late Middeleeuwen. De eerste vermelding van Caberg dateert uit de 13e eeuw. In 1609 was het leengoed Caberg in bezit van Anne van Herckenrode.
Tot 1794 behoorde het dorp Caberg tot de vrije rijksheerlijkheid Pietersheim. Na de komst van de Fransen werd het ingedeeld bij de gemeente Lanaken. Bij de splitsing van Nederland en België in 1839 werd het dorp met Wolder en Nekum opgenomen in de Nederlandse gemeente Oud-Vroenhoven. Deze gemeente werd in 1920 door Maastricht geannexeerd.
De Van Akenweg maakt deel uit van een stervormig wegenpatroon, dat de stad Maastricht van oudsher met zijn omgeving verbond. De weg kreeg zijn naam pas in 1923, na de annexatie, en is genoemd naar Maximiliaan van Aken (1799-1892), die woonde op de nog steeds bestaande witte boerderij naast de kerk. Hij stamde uit een oud Maastrichts patriciërsgeslacht dat al in de 16e eeuw schepenen voor de stad leverde. In 1876 schonk Maximiliaan van Aken de grond voor de bouw van de kerk, die hij ook hielp financieren. Een jaar later kon de kerk al in gebruik worden genomen.
Eind jaren 1960, na het gereedkomen van Malberg, begon aan de westkant van het oude dorp de bouw van de Donkenbuurt, waarmee de laatste weilanden tussen Malberg en Oud-Caberg verdwenen.

## Voorzieningen, verenigingsleven
De buurt heeft een beperkt aantal voorzieningen. Er is een rooms-katholieke parochiekerk, de Heilig-Hart-van-Jezuskerk, gelegen aan de Van Akenweg. Voor winkels en andere voorzieningen is men aangewezen op winkelcentra in Caberg en Malberg. De wijk telt een aantal verenigingen, waaronder de fanfare Concordia.

## Architectuur en stedenbouw

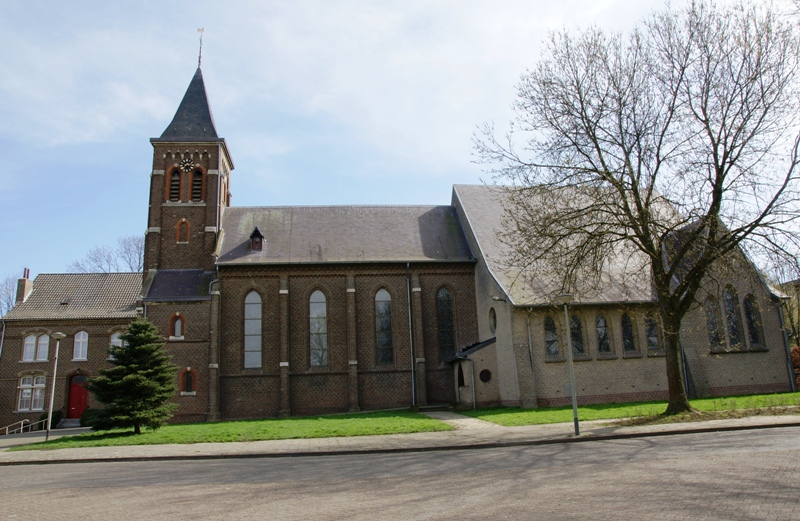
Heilig-Hart-van-Jezuskerk

### Oude dorpskern
Oud-Caberg telt een vijftal rijksmonumenten (allemaal boerderijen aan de Van Akenweg) en 27 gemeentelijke monumenten (bestaande uit 59 objecten). Tot die laatste categorie behoort de Heilig-Hart-van-Jezuskerk, in 1877 ontworpen door Johannes Kayser en in 1936 uitgebreid door Alphons Boosten.
De bebouwing in het oude dorp heeft de structuur van de laat-middeleeuwse kern geheel behouden. Het is een voor Zuid-Limburg typerende lineaire nederzetting, waarbij de weg en de boerderijen tussen de hoge akkers en het lagere (en nattere) grasland ligt. Aan de Van Akenweg bevinden zich een aantal historische carréboerderijen, gedeeltelijk nog omgeven door hoogstam boomgaarden. Voorbeelden zijn nr. 83 (Hoeve van het Leen van Pietersheim, 19e eeuw), nrs. 84-86 (Tisiushoeve (1749), nr. 96a (boerderij Bartels, 1773), nrs. 101-103 (midden 18e eeuw) en nr. 107 (Reijndershof, 1791). Aan de Postbaan ligt de boerderij Rousseau (ca. 1820). Verder liggen er nog een aantal fraaie huizen uit de jaren 1930, waaronder het landhuis Maria Linde (Alphons Boosten, 1935). Midden in de velden ligt ten noordwesten van de bebouwde kom de Kapel van Onze-Lieve-Vrouw van zeven Smarten, omgeven door drie lindenbomen.

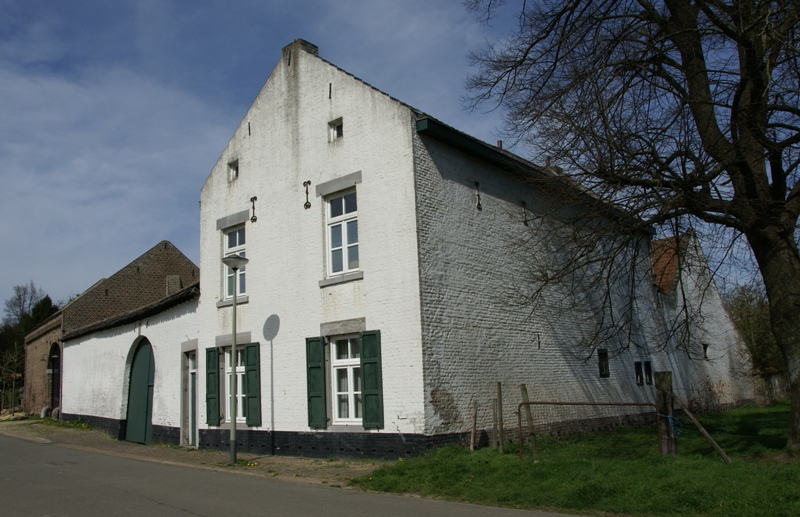
Van Akenweg 80
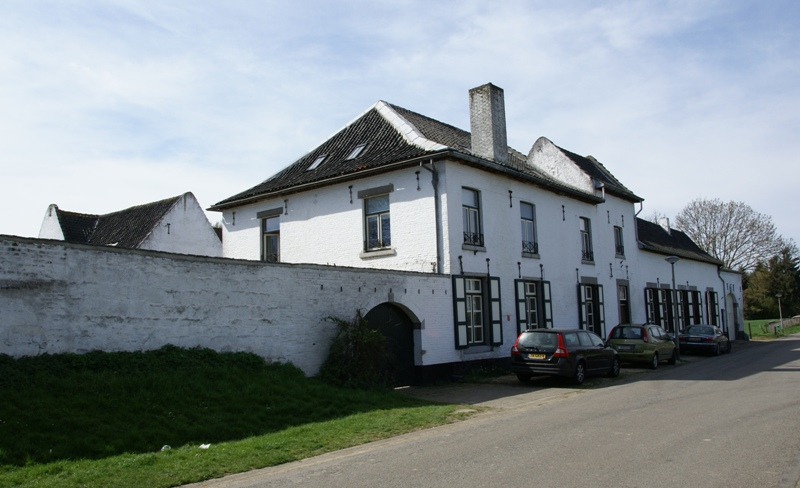
Pietersheimleen (nr. 83)
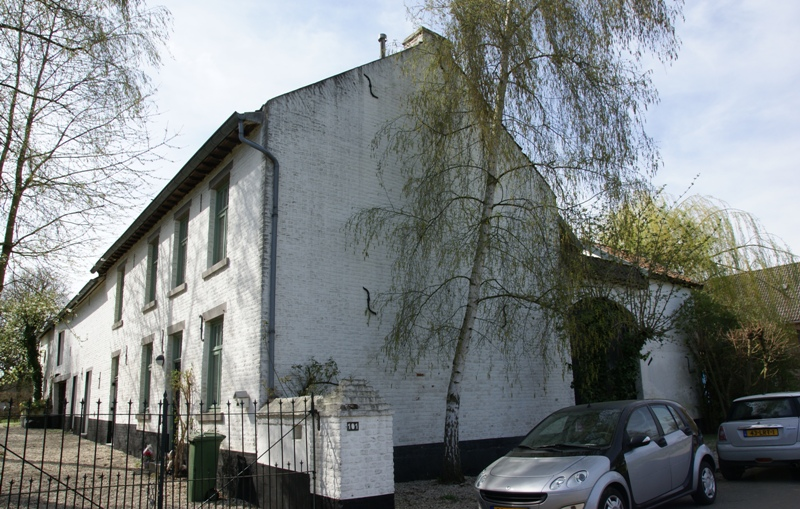
Van Akenweg 101
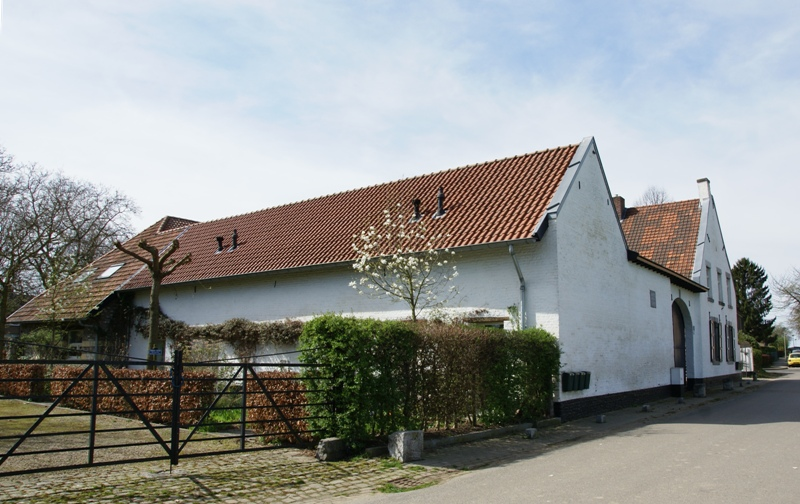
Reijndershof (nr. 107)

### Donkenbuurt
De Donkenbuurt is illustratief voor de wijze waarop in de jaren 70 een nieuwe woonwijk bij een historisch lintdorp werd ontworpen. Het stedenbouwkundige plan voegt zich naar de lintbebouwing. Doordat het dorpslint dwars op de hoogtelijnen is gelegen, bepaalde dat het stratenpatroon van de Donkenbuurt. In de Donkenbuurt wordt het groen ingezet om een zachte overgang naar het oude dorp te bewerkstelligen.

### Lanakerveld

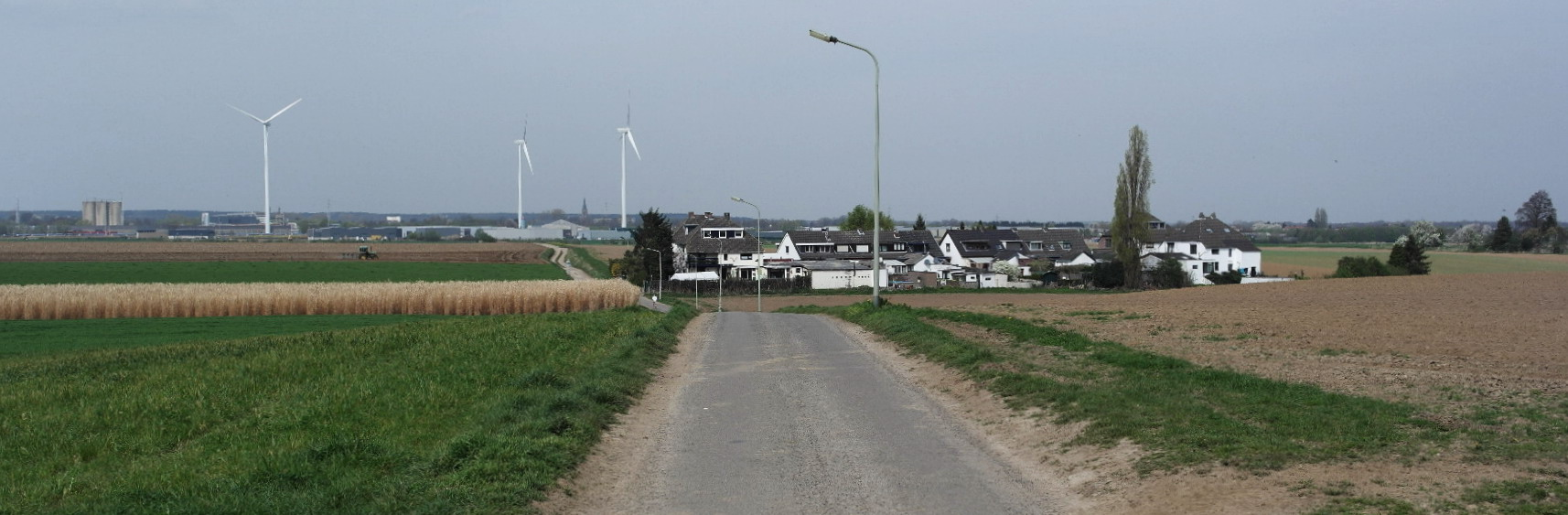
Windturbines in het Lanakerveld

Aan de oostkant van het oude dorp ligt het Lanakerveld, dat gedeeltelijk bij de buurt Lanakerveld en gedeeltelijk bij Oud-Caberg hoort. Dit gebied was lange tijd gereserveerd voor de bij verdrag tussen België en Nederland overeengekomen aanleg van het Cabergkanaal, een verbindende waterweg tussen het Julianakanaal en het Albertkanaal. In 2013 hebben de twee landen definitief besloten dit kanaal niet aan te leggen. Er zijn plannen om een gedeelte van het gebied te bestemmen tot grensoverschrijdend bedrijventerrein genaamd Europark. In het Belgische deel van het Lanakerveld bevinden zich vier windturbines. Plannen om dit windpark verder uit te breiden strandden in 2014.